# Пикабеа, Абель
Абель Пикабе́а Альеро (исп. Abel Picabéa Allero; 20 июня 1906, Буэнос-Айрес — 1993, Рио-де-Жанейро) — бразильский футболист, полузащитник. После завершения игровой карьеры работал тренером.

## Карьера
Абель Пикабеа начал карьеру в клубе «Сан-Лоренсо», где выступал за молодёжный состав. В 1925 году он сыграл первый и единственный матч за основу команды против «Спортиво» (2:2). Годом позже футболист перешёл в «Эстудиантиль Портеньо». Там он играл до 1927 года. В 1928 году Пикабеа играл за «Альмагро». В 1932 году Пикабеа перешёл в клуб «Росарио Сентраль». 5 июня он дебютировал в составе команды в матче с «Бельграно» из Росарио (2:2). 9 июля он забил первый мяч за клуб, поразив ворота «Тиро Федераль» (1:1). 13 ноября Пикабеа сыграл последнюю встречу в составе «Росарио» против «Сентраль Кордовы» (0:8). Всего за команду он провёл 12 матчей и забил один гол. В 1937 году Абель уехал в Бразилию, став игроком «Сан-Кристована».
Тренерскую карьеру Пикабеа начал в клубе «Канто до Рио». На следующий год он возглавил «Сан-Кристован». С которым в 1943 году выиграл Муниципальный турнир в Рио-де-Жанейро. Там аргентинец работал до 1944 года. С 1945 по 1946 год Абель возглавлял «Мадурейру». Затем он трудился в «Сантосе», проведя там два сезона. Затем Абель работал в клубах «Португеза Сантиста», «Америка Минейро» и «Олария». В 1952 году Пикабеа стал главным тренером «Палмейраса». Клуб под его руководством провёл 40 матчей, выиграв лишь 19. Позже Абель тренировал «Ферровиарию». В 1954 году он возглавлял клуб «Португеза Деспортос».
С 1956 по 1957 год Абель являлся главным тренером лиссабонского «Спортинга». В 1957 году Пикабеа стал главным тренером клуба «Реал Овьедо». В первом же сезоне он одержал победу во втором дивизионе чемпионата Испании. Проведя ещё один сезон в клубе, Абель возглавил другой клуб хихонский «Спортинг». В октябре 1960 года Пикабеа стал главным тренером «Васко да Гама». В феврале 1961 года он покинул клуб.

## Достижения
- Победитель Муниципального турнира в Рио-де-Жанейро: 1943